# Félix Pigeory
Félix Pigeory (n. 1806 - d. 1873) a fost un arhitect, antreprenor de hoteluri și un istoric de artă francez. El a fost principalul fondator al stațiunii Villers-sur-Mer de pe litoralul Canalului Mânecii.

## Biografie
Félix Pigeory s-a născut în anul 1806. El a activat ca arhitect la Paris începând de la mijlocul secolului al XIX-lea, unde a îndeplinit funcția de inspector general. A fost cunoscut și pentru proiectarea și construirea a cel puțin trei palate: două pe strada Amsterdam și unul pe bulevardul St. Cloud din Paris.
Împreună cu Pierre-Michel-François Chevalier a realizat proiectul stațiunii Villers-sur-Mer pe care a construit-o. În această stațiune balneară a construit un cazino și o baie comunală.
Félix Pigeory a fost fondatorul și mai apoi, din anul 1850, directorul și din 1855 redactorul ziarului Fine Arts Journal, ziar care a devenit Buletinul Societății Naționale de Arte Plastice. Ca istoric de artă, el a fost membru al Societății de Științe Istorice și Naturale Yonne.

## Scrieri
- Monumentele din Paris. Istoria arhitecturii civile, politice și religioase, în timpul domniei regelui Ludovic-Filip, Paris, A. Hermitte, 1847.
- Stat de arhitectură modernă, Paris, Af. Crapelet din 1847.
- Restaurarea Catedralei Saint-Florentin: Prezentarea ministrului de Interne, ministrului Educației și Cultelor, Comitetul monumentelor istorice, Consiliul General al Yonne, Consiliul Știri Saint-Florentin și Societatea de anticari din Yonne, Paris, af. Crapelet din 1849.
- Istoria orașului Saint-Florentin și catedrala sa, cu imagini de ansamblu ale fostei provincii Champagne și Yonne, Paris,  1850 republicat în 1989.
- Piața centrală, quai de la Mégisserie. Proiectul s-a adresat Comisiei Municipale de la Paris, Paris, Fine Arts Review, 1851.
- Pelerinii din Orient. Scrisori artistice și istorice într - o călătorie în provinciile dunărene, Turcia, Siria și Palestina, Paris, E. Dentu 1854.
- Memoria pe traducerea bibliotecii Ste-Geneviève, Odeon, slnd [Paris].

1. ↑  AGORHA
2. ↑  IdRef, accesat în 17 mai 2020